# Киселёва, Мелания Ильинична
Киселёва Мелания Ильинична (род. 22 февраля 1941, Пискоровичи, Подкарпатское воеводство) — советский животновод, доярка госплемзавода «Червоный шахтар» Криворожского района Днепропетровской области Украинской ССР. Герой Социалистического Труда (1976).

## Биография
Родилась 22 февраля 1941 года в селе Пискоровичи Львовской области Украинской ССР (ныне село Пискоровице гмины Лежайск Лежайского повята Подкарпатского воеводства Польши) в крестьянской семье. Украинка.
В годы Великой Отечественной войны находилась в немецкой оккупации. В 1945 году с семьёй переехала в село Тулиголово Городокского района Львовской области, где окончила 7-летнюю школу.
После окончания школы несколько раз меняла место жительства. В 1959 году переехала в Криворожский район Днепропетровской области, где устроилась на работу на племенной завод «Червоный шахтар» (ныне Государственное опытное предприятие «Червоный шахтар» Института животноводства центральных районов Академии аграрных наук Украины) в селе Вольное возле города Кривой Рог. Работала дояркой, добивалась рекордных надоев молока — до 6000 литров от каждой коровы ежегодно. Новатор производства, ударница пятилеток, наставница.
Указом Президиума Верховного Совета СССР от 24 декабря 1976 года за выдающиеся успехи, достигнутые во Всесоюзном социалистическом соревновании, проявленную трудовую доблесть в выполнении планов и социалистических обязательств по увеличению производства и продажи государству сельскохозяйственных продуктов в 1976 году Киселёвой Мелании Ильиничне присвоено звание Героя Социалистического Труда с вручением ордена Ленина и Золотой медали «Серп и Молот».
Продолжала работать дояркой госплемзавода, проживала в посёлке племзавода.
Избиралась членом Украинского республиканского и районного советов профессионального союза работников сельского хозяйства, член ЦК профсоюза в 1971—1988 годах. Член Днепропетровского областного комитета Компартии Украины, депутатом сельского совета, делегат XXV съезда КПУ.

## Награды
- Медаль «Серп и Молот» (24 декабря 1976);
- Дважды орден Ленина (1975, 24 декабря 1976);
- Орден Трудового Красного Знамени (8 апреля 1971);
- Заслуженный работник сельского хозяйства Украинской ССР (1989);
- Золотая медаль ВДНХ СССР;
- 5 серебряных медалей ВДНХ СССР;
- дважды бронзовая медаль ВДНХ СССР;
- медали.